# Meridiano 32 E
O meridiano 32 E é um meridiano que, partindo do Polo Norte, atravessa o Oceano Ártico, Europa, Anatólia, África, Oceano Índico, Oceano Antártico, Antártida e chega ao Polo Sul. Forma um círculo máximo com o Meridiano 148 W.
Começando pelo Polo Norte, o meridiano 32º Este tem os seguintes cruzamentos:
| País, território ou mar | Notas                                        |
| ----------------------- | -------------------------------------------- |
| Oceano Ártico           |                                              |
| Noruega                 | Ilha de Kvitøya, Svalbard                    |
| Oceano Ártico           | Mar de Barents                               |
| Rússia                  | Passa no Lago Ladoga                         |
| Bielorrússia            |                                              |
| Rússia                  |                                              |
| Ucrânia                 |                                              |
| Mar Negro               |                                              |
| Turquia                 |                                              |
| Mar Mediterrâneo        |                                              |
| Egito                   |                                              |
| Sudão                   |                                              |
| Sudão do Sul            |                                              |
| Uganda                  |                                              |
| Lago Vitória            |                                              |
| Tanzânia                |                                              |
| Zâmbia                  |                                              |
| Moçambique              |                                              |
| Zimbabwe                |                                              |
| Moçambique              |                                              |
| África do Sul           |                                              |
| Moçambique              | Cerca de 11 km                               |
| África do Sul           | Cerca de 16 km                               |
| Moçambique              |                                              |
| Essuatíni               |                                              |
| África do Sul           |                                              |
| Oceano Índico           |                                              |
| Oceano Antártico        |                                              |
| Antártida               | Terra da Rainha Maud, reclamada pela Noruega |